# Vårfavoriten
Vårfavoriten är ett travlopp för treåriga varmblodiga travhästar. Loppet körs över 2140 meter med autostart och körs varje år på våren på Solvalla. Förstapris i loppet är 200 000 kronor.

## Segrare
| År   | Vinnare          | Körsven             | Tränare              | Tid     |
| ---- | ---------------- | ------------------- | -------------------- | ------- |
| 2021 | Felix Orlando    | Per Nordström       | Per Nordström        | 1.14,6a |
| 2020 | Önas Prince      | Per Nordström       | Per Nordström        | 1.13,5a |
| 2019 | Global Adventure | Erik Adielsson      | Svante Båth          | 1.15,0a |
| 2018 | Global Welcome   | Erik Adielsson      | Svante Båth          | 1.13,9a |
| 2017 | Global Un Poco   | Erik Adielsson      | Svante Båth          | 1.14,4a |
| 2016 | Makethemark      | Ulf Ohlsson         | Petri Salmela        | 1.14,2a |
| 2015 | Heavy Sound      | Kenneth Haugstad    | Roger Walmann        | 1.14,2a |
| 2014 | Al Dente         | Örjan Kihlström     | Catarina Lundström   | 1.15,0a |
| 2013 | Boys Going In    | Fredrik Persson     | Fredrik Persson      | 1.13,6a |
| 2012 | Global Offshore  | Åke Svanstedt       | Åke Svanstedt        | 1.15,0a |
| 2011 | Angelo           | Ulf Ohlsson         | Timo Nurmos          | 1.14,3a |
| 2010 | Kadett C.D.      | Robert Bergh        | Robert Bergh         | 1.13,2a |
| 2009 | Windshear        | Stefan Melander     | Stefan Melander      | 1.14,7a |
| 2008 | Infiniti Broline | Erik Adielsson      | Stig H. Johansson    | 1.15,7a |
| 2007 | Special Ås       | Ulf Ohlsson         | Svante Båth          | 1.15,1a |
| 2006 | Simb Chaplin     | Jorma Kontio        | Markku Nieminen      | 1.14,4a |
| 2005 | Kung Lavec       | Lars Lindberg       | Svante Båth          | 1.14,6a |
| 2004 | Conny Nobell     | Björn Goop          | Björn Goop           | 1.15,8a |
| 2003 | Spray            | Björn Goop          | Berndt I. Arvidsson  | 1.16,0a |
| 2002 | Gloves           | Örjan Kihlström     | Roger Walmann        | 1.16,9a |
| 2001 | Gigant Neo       | Stefan Melander     | Stefan Melander      | 1.15,7a |
| 2000 | Com Lear         | Olle Goop           | Olle Goop            | 1.14,7a |
| 1999 | Robert the Flyer | Olle Goop           | Olle Goop            | 1.15,9a |
| 1998 | Peasant Crown    | Roger N. Olsson     | Roger N. Olsson      | 1.15,3a |
| 1997 | Kung Fu          | Daniel Olsson       | Leif Rydgren         | 1.15,9a |
| 1996 | Remington Crown  | Robert Bergh        | Robert Bergh         | 1.16,9a |
| 1995 | Easy Lover       | Erik Adielsson      | Hans Adielsson       | 1.15,9a |
| 1994 | Indus Sund       | Örjan Kihlström     | Leif Rydgren         | 1.16,2a |
| 1993 | Atas Crook       | Åke Svanstedt       | Per-Olof Strandberg  | 1.17,3a |
| 1992 | Top Love         | Åke Svanstedt       | Sven-Olof Häggqvist  | 1.16,7a |
| 1991 | Space Walker     | Roger Grundin       | Roger Grundin        | 1.18,2a |
| 1990 | Stand By Me      | Jim Frick           | Catharina Pettersson | 1.16,7a |
| 1989 | Pintado          | Olle Goop           | Olle Goop            | 1.18,7a |
| 1988 | Micko Charmer    | Jan-Olov Åberg      | Jan-Olov Åberg       | 1.18,1a |
| 1987 | Mr Malexander    | Hans-Owe Sundberg   | Hans-Owe Sundberg    | 1.18,4a |
| 1986 | Piper Cub        | Stig H. Johansson   | Stig H. Johansson    | 1.17,2a |
| 1985 | Window W.        | Olle Goop           | Olle Goop            | 1.17,1a |
| 1984 | Big Spender      | Per-Erik Pettersson | Per-Erik Pettersson  | 1.17,9a |
| 1983 | Quiggin          | Stig H. Johansson   | Stig H. Johansson    | 1.18,4a |
| 1982 | Winda Essie      | Kenneth Nilsson     | Otto Nilsson         | 1.19,7a |
| 1981 | Active Roy       | Kaj Widell          | Stig H. Johansson    | 1.21,3a |
| 1980 | Capone Fläkt     | Berndt Lindstedt    | Berndt Lindstedt     | 1.19,5a |